# Hakob Tonoyani anvan Sowpergavat' 1996
La Hakob Tonoyani anvan Sowpergavat' 1996 è stata la prima edizione della supercoppa armena di calcio.
La partita fu disputata dal Shirak FC, secondo classificato in campionato, e dal Pyunik Yerevan, vincitore della coppa che in quella stagione vinse anche lo scudetto.
L'incontro si giocò il 9 giugno 1996 e vinse il Shirak FC, al suo primo titolo.

## Tabellino
| Erevan 9 giugno 1996                                                                       | Širak     | 3 – 1         | P'yownik | Stadio Hrazdan |
| \| \| \| \| \| Nikolian 35’ Yepranosian 49’ Vardanian 61’ \| Marcatori \| 23’ Margarian \| |           |               |          |                |
|                                                                                            |           |               |          |                |
| Nikolian 35’ Yepranosian 49’ Vardanian 61’                                                 | Marcatori | 23’ Margarian |          |                |